# Utensylia

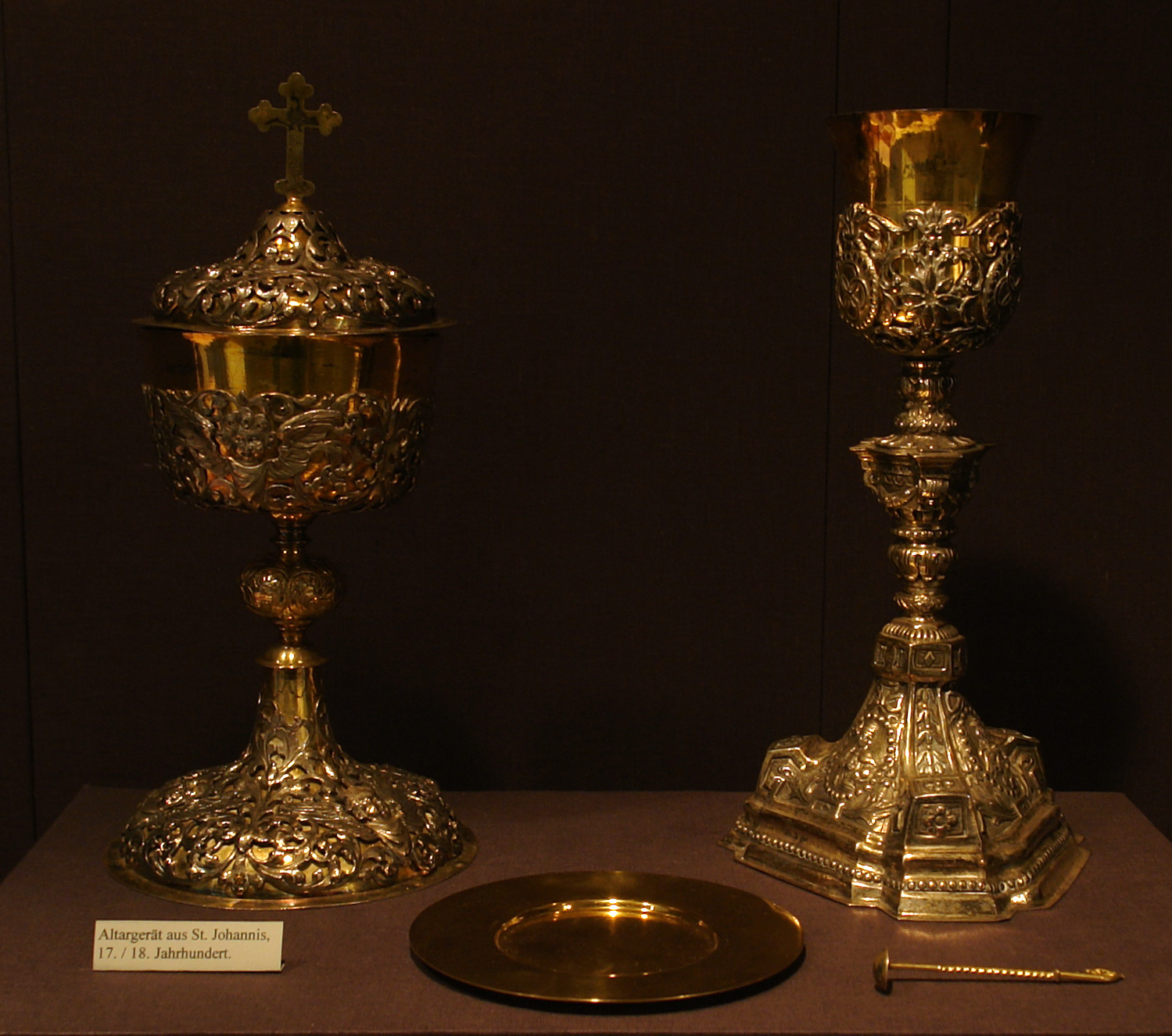
XVIII-wieczne utensylia liturgiczne: puszka na komunikanty, patena i kielich (Muzeum Diecezjalne w Bremie)

Utensylia (dawniej utensilia) – przedmioty potrzebne do wykonywania jakiejś czynności lub zajęcia; współcześnie – szeroko rozumiane narzędzia, przybory, sprzęt – akcesoria.
Określenie pochodzące z łac. utensilia – sprzęty, naczynia, narzędzia (od utensilis – użyteczny).
W aspekcie liturgicznym i historyczno-artystycznym pod pojęciem tym rozumiane są naczynia liturgiczne, takie jak: kielichy, monstrancje, pacyfikały, ampułki, łódki do kadzidła, kadzielnice, puszki na komunikanty, czyli cyboria itp.